# واين تايلور
واين تايلور (بالإنجليزية: Wayne Taylor)‏ هو سائق سيارة سباق جنوب أفريقي، ولد في 15 يوليو 1956 في بورت إليزابيث في جنوب أفريقيا.

## وصلات خارجية
- الموقع الرسمي
- واين تايلور على موقع Racing-Reference.info (الإنجليزية)
- واين تايلور على موقع DriverDB.com (الإنجليزية)